# Zvonimir Červenko
Zvonimir Červenko (ur. 13 listopada 1926 w Popovačy, zm. 17 lutego 2001 w Zagrzebiu) – chorwacki oficer (generał), uczestnik wojny w Chorwacji.
Ukończył Akademię Wojskowo-Techniczną Jugosłowiańskiej Armii Ludowej. Był także absolwentem kursów oficerskich w US Army Ordnance School w Aberdeen, Maryland i US Army School w Republice Federalnej Niemiec. Wykładał na Wojskowej Akademii Technicznej w Zagrzebiu. W 1972 roku został skazany na 18 miesięcy pozbawienia wolności za działalność nacjonalistyczną i osadzony w zakładzie karnym w Starej Gradišce. Po uzyskaniu niepodległości przez Chorwację pełnił m.in. funkcję szefa gabinetu wojskowego prezydenta kraju, a w latach 1995–1996 był szefem sztabu generalnego.

## Odznaczenia
- Wielki Order Króla Petara Krešimira IV (1997)[2]
- Order Księcia Domagoja (1995)[3]